# Fred Warmbold
Frederick Charles "Fred" Warmbold (Saint Louis, Missouri, 18 de setembre de 1875 - Saint Louis, 19 d'agost de 1926) va ser un lluitador estatunidenc que va competir a principis del segle xx. El 1904 va prendre part en els Jocs Olímpics de Saint Louis, on va guanyar la medalla de bronze en la categoria de pes pesant, de més de 71,7 kg. Warmbold s'imposà en la lluita per la medalla de bronze a William Hennessy, després que hagués perdut contra Charles Ericksen en els quarts de final.